# Samaja obajatelnaja i privlekatelnaja
Samaja obajatelnaja i privlekatelnaja (russisk: Самая обаятельная и привлекательная) er en sovjetisk spillefilm fra 1985 af Gerald Bezjanov.

## Medvirkende
- Irina Muravjova som Nadya Klyueva
- Tatjana Vasiljeva som Susanna
- Aleksandr Abdulov som Volodja Smirnov
- Leonid Kuravljov som Pasja Djatlov
- Mikhail Koksjenov som Ljokha Prjakhin